# 虹桥路站
虹桥路站位于中华人民共和国上海市长宁区凯旋路与虹桥路交叉口，是上海地铁3号线、4号线与10号线的地铁换乘站，并且是3号线与4号线在顺时针方向上共线的第一个车站。

## 车站構造

### 车站楼层
| 地上三层 | 侧式站台，右侧开门 | 侧式站台，右侧开门                            | 侧式站台，右侧开门 | 侧式站台，右侧开门 |
|          |                    | █ 3号线 往上海南站、 █ 4号线 外环（宜山路）   |                    |                    |
|          |                    | █ 3号线 往江杨北路、 █ 4号线 内环（延安西路） |                    |                    |
|          | 侧式站台，右侧开门 |                                               |                    |                    |
| 地上二层 | 3、4号线站厅       | 票务服务、自动售票机、人工服务台              |                    |                    |
| 地面层   | 出入口             | 1-4、6出入口                                  |                    |                    |
| 地下一层 | 10号线站厅         | 票务服务、自动售票机、人工服务台              |                    |                    |
| 地下二层 | ①站台              | █ 10号线 往虹桥火车站或航中路（宋园路）       |                    |                    |
|          | 岛式站台，左侧开门 |                                               |                    |                    |
|          | ②站台              | █ 10号线 往基隆路（交通大学）                 |                    |                    |

### 站厅
虹桥路站3、4号线为高架车站，共设有三层。外立面有屋顶、中段墙面和底层构成。一楼为商业区，2号口附近设有一座卫生间；车站站厅位于二层，付费区位于中部，与每座站台各设有3组扶梯/楼梯及1座直梯连接。
虹桥路站10号线站厅位于淮海西路、虹桥路和凯旋路交叉口东北侧，长148.4米，标准段中心宽度25.3米，地面设有一座高24米的上盖建筑中山万博大厦，南侧则为凯旋路主变电站。车站站厅位于地下一层，站厅东部付费区外设有一座卫生间。车站付费区位于站厅中部，与站台设有3组扶梯/楼梯及1座直梯连接。
虹桥路站3、4号线站厅和10号线站厅通过一条换乘天桥连接。位于地下一层的10号线站厅和位于地上二层的3、4号线换乘天桥通过一座超长自动扶梯连接。由于站厅下方系10号线轨行区，为安装自动扶梯的暗埋设施，该自动扶梯与站厅设有楼梯作为水平垂直的缓冲区。

### 站台
3、4号线虹桥路站站台位于地上三层，设有2座侧式站台，站台间设有穹型屋顶覆盖。车站由于位于高架上，因此不设有空调设施，高温天气仅开启电风扇通风。4号线独立运营部分于本站南侧出岔。
10号线虹桥路站站台位于地下二层，为双柱三跨式结构。车站为曲线站台，东、西两头净宽为27.5米和29.2米。

## 车站出口
虹桥路站目前开放5个出入口，其中1-3号口连通3、4号线站厅，4、6号口连通10号线站厅，各出入口如下所示：
| 出口编号             | 出口指示                                   | 照片                 |
| 连通 3号线 4号线站厅 | 连通 3号线 4号线站厅                       | 连通 3号线 4号线站厅 |
| -------------------- | ------------------------------------------ | -------------------- |
| 1 · 出口             | 凯旋路，安顺路，定西路                     |                      |
| 2 · 出口             | 中山西路，宋园路，凯旋路，虹桥路，淮海西路 |                      |
| 3 · 出口             | 凯旋路，安顺路，定西路，中山西路           |                      |
| 连通 10号线站厅      |                                            |                      |
| 4 · 出口             | 淮海西路                                   |                      |
| 6 · 出口 · （设有）  | 凯旋路                                     |                      |
| 图例： 设有          |                                            |                      |

## 接驳交通

### 公交
虹桥路3、4号线车站旁设有配套公交车站。
26、72、113、141、149、572、754、827、836、855

## 事件
- 2003年6月2日早上6点30分，一列开往江湾镇站方向的3号线列车进站时，一名在站台上等车的30多岁的年轻女子跳下站台企图自杀。列车随即紧急停车，但仍旧轧过女子的大腿并导致其昏迷。该女子送院治理后已苏醒，但双腿需做截肢[13]。
- 2014年2月21日，一名乘客在3、4号线虹桥路站站台上走动时，因一直低着头看手机导致其偏离原由路线，进而掉落股道随后该乘客被地铁工作人员拉上站台[14]。

## 圖片
- 安装半高屏蔽门前的3、4号线站台
- 4号线04A01型列車離開虹桥路站
- 4号线04A01型列車停靠在虹桥路站（2010年）
- 3、4号线站台完成安裝尚未使用的半高屏蔽门（2015年）
- 换乘天桥内部场景（2022年）